# UEFA Women's Champions League 2012-2013 - Fase a eliminazione diretta
Questa voce raccoglie un approfondimento sulle gare della fase a eliminazione diretta dell'edizione 2012-2013 della UEFA Women's Champions League.

## Sedicesimi di finale
| Squadra 1        | Totale         | Squadra 2            | Andata | Ritorno        |
| ---------------- | -------------- | -------------------- | ------ | -------------- |
| Stjarnan         | 1 – 3          | Zorkij Krasnogorsk   | 0 – 0  | 1 – 3          |
| Zurigo           | 1 – 2          | FCF Juvisy           | 1 – 1  | 0 – 1          |
| PK-35 Vantaa     | 0 – 12         | Olympique Lione      | 0 – 7  | 0 – 5          |
| Birmingham City  | 2 – 3          | Bardolino Verona     | 2 – 0  | 0 – 3 (d.t.s.) |
| Glasgow City     | 1 – 2          | Fortuna Hjørring     | 1 – 2  | 0 – 0          |
| MTK Budapest     | 1 – 10         | LdB Malmö            | 0 – 4  | 1 – 6          |
| Olimpia UT Cluj  | 3 – 3 (g.f.c.) | Neulengbach          | 1 – 1  | 2 – 2 (d.t.s.) |
| Unia Racibórz    | 2 – 11         | Wolfsburg            | 1 – 5  | 1 – 6          |
| Apollon Limassol | 3 – 6          | Torres               | 2 – 3  | 1 – 3          |
| Stabæk           | 5 – 3          | Brøndby              | 2 – 0  | 3 – 3          |
| SFK 2000         | 0 – 6          | Sparta Praga         | 0 – 3  | 0 – 3          |
| BIIK Kazygurt    | 0 – 8          | Røa                  | 0 – 4  | 0 – 4          |
| Standard Liège   | 1 – 8          | Turbine Potsdam      | 1 – 3  | 0 – 5          |
| ADO Den Haag     | 3 – 5          | Rossijanka           | 1 – 4  | 2 – 1          |
| Spartak Subotica | 0 – 4          | Kopparbergs/Göteborg | 0 – 1  | 0 – 3          |
| Barcellona       | 0 – 7          | Arsenal              | 0 – 3  | 0 – 4          |

### Andata
| Arbitro: | Sandra Braz Bastos |

|              |           |            |
| Grings 90+1’ | Marcatori | 50’ Thiney |

| Arbitro: | Monika Mularczyk |

|  |           |                                              |
|  | Marcatori | 14’, 45+1’ Andreassen 15’ Thorsnes 54’ Haavi |

| Arbitro: | Efthalia Mitsi |

|                         |           |  |
| Williams 51’ Harrop 70’ | Marcatori |  |

| Arbitro: | Zuzana Kováčová |

|  |           |           |
|  | Marcatori | 40’ Levin |

| Arbitro: | Riem Hussein |

|                      |           |                      |
| Farrelly 17’ Rus 57’ | Marcatori | 67’, 85’, 86’ Panico |

| Arbitro: | Aneliya Sinabova |

|  |           |                                                                                |
|  | Marcatori | 13’, 84’ Tonazzi 24’ Renard 36’ Le Sommer 44’ Dickenmann 73’ Majri 90+1’ Abily |

| Arbitro: | Christina W. Pedersen |

|          |           |               |
| Dușa 57’ | Marcatori | 84’ Gstöttner |

| Arbitro: | Christine Baitinger |

|  |           |                                   |
|  | Marcatori | 31’ Beattie 55’ Nobbs 67’ Chapman |

| Arbitro: | Linn Andersson |

|                             |           |  |
| Stensland 47’ Hegerberg 50’ | Marcatori |  |

| Arbitro: | Anastasija Pustovojtova |

|               |           |                                       |
| Coutereels 6’ | Marcatori | 15’, 35’ Andonova 38’ (aut.) Courtois |

| Arbitro: | Knarik Grigoryan |

|             |           |               |
| J. Ross 76’ | Marcatori | 3’, 31’ Nadim |

| Garðabær 26 settembre 2012, ore 22:00 | Stjarnan        | 0 – 0 referto | Zorkij Krasnogorsk | Stjörnuvöllur (678 spett.)\| Arbitro: \| Jenny Palmqvist \| |
| Arbitro:                              | Jenny Palmqvist |               |                    |                                                             |

| Arbitro: | Rhona Daly |

|             |           |                                              |
| Chinasa 47’ | Marcatori | 22’, 46’ Müller 67’ Jakabfi 71’, 78’ Pohlers |

| Arbitro: | Florence Guillemin |

|  |           |                                    |
|  | Marcatori | 58’, 85’ L. Martínková 68’ Voňková |

| Arbitro: | Silvia Tea Spinelli |

|  |           |                              |
|  | Marcatori | 3’, 63’ Veje 77’, 87’ Mittag |

| Arbitro: | Esther Azzopardi |

|            |           |                                                    |
| Jansen 75’ | Marcatori | 2’ (rig.), 77’ (rig.) Šljapina 44’, 63’ Skotnikova |

### Ritorno
| Arbitro: | Lina Lehtovaara |

|                                                 |           |  |
| Andonova 18’, 47’, 90+3’ Ōgimi 45+3’ Añonma 87’ | Marcatori |  |

| Arbitro: | Sofia Karagiorgi |

|                                                      |           |  |
| Abily 6’ Henry 40’ Bompastor 53’ Majri 68’ Nécib 88’ | Marcatori |  |

| Arbitro: | Kirsi Heikkinen |

|                                       |           |                                       |
| Christiansen 29’, 60’ Munk 73’ (rig.) | Marcatori | 5’ Hegerberg 27’ Kaurin 32’ Stensland |

| Arbitro: | Natalia Avdonchenko |

|                                                              |           |                   |
| Ørntoft 5’ Veje 26’ Rubensson 33’, 65’ Anker-Kofoed 71’, 79’ | Marcatori | 90+2’ (rig.) Vágó |

| Arbitro: | Marte Sørø |

|                            |           |  |
| Schough 20’, 35’ Press 69’ | Marcatori |  |

| Arbitro: | Paloma Quintero Siles |

|                            |           |                 |
| Giovana 30’ Gstöttner 108’ | Marcatori | 81’, 101’ Lunca |

| Arbitro: | Cristina Dorcioman |

|                                             |           |         |
| Fuselli 26’ Iannella 65’ Manieri 81’ (rig.) | Marcatori | 49’ Rus |

| Hjørring 3 ottobre 2012, ore 20:15 | Fortuna Hjørring   | 0 – 0 referto | Glasgow City | Hjørring Stadium (817 spett.)\| Arbitro: \| Stéphanie Frappart \| |
| Arbitro:                           | Stéphanie Frappart |               |              |                                                                   |

| Arbitro: | Bibiana Steinhaus |

|                               |           |  |
| Girelli 37’ (rig.), 79’, 112’ | Marcatori |  |

| Arbitro: | Esther Staubli |

|                          |           |                       |
| Djatel 33’, 47’ Ruiz 60’ | Marcatori | 79’ E. Fridjónsdóttir |

| Arbitro: | Teodora Albon |

|             |           |                       |
| Šljapina 9’ | Marcatori | 82’ Moudou 87’ Noyola |

| Arbitro: | Dilan Gökçek |

|                                          |           |  |
| Tårnes 6’ Thorsnes 29’ Kvaslvik 83’, 85’ | Marcatori |  |

| Arbitro: | Lilach Asulin |

|                                           |           |  |
| Beattie 53’, 78’, 90+3’ (rig.) Little 57’ | Marcatori |  |

| Arbitro: | Natalia Aleksakhina |

|                                                              |           |                |
| Pohlers 45+3’, 48’ Keßler 56’, 57’ Faißt 69’ Odebrecht 90+2’ | Marcatori | 35’ Tarczyńska |

| Arbitro: | Gyöngyi Gaál |

|                   |           |  |
| Thiney 69’ (rig.) | Marcatori |  |

| Arbitro: | Pernilla Larsson |

|                                               |           |  |
| Voňková 10’ L. Martínková 72’ Danihelková 85’ | Marcatori |  |

## Ottavi di finale
| Squadra 1          | Totale | Squadra 2            | Andata | Ritorno |
| ------------------ | ------ | -------------------- | ------ | ------- |
| Torres             | 7 – 1  | Olimpia UT Cluj      | 4 – 1  | 3 – 0   |
| LdB Malmö          | 3 – 0  | Bardolino Verona     | 1 – 0  | 2 – 0   |
| Fortuna Hjørring   | 3 – 4  | Kopparbergs/Göteborg | 1 – 1  | 2 – 3   |
| Wolfsburg          | 5 – 2  | Røa                  | 4 – 1  | 1 – 1   |
| Sparta Praga       | 2 – 3  | Rossijanka           | 0 – 1  | 2 – 2   |
| Zorkij Krasnogorsk | 0 – 11 | Olympique Lione      | 0 – 9  | 0 – 2   |
| Arsenal            | 6 – 4  | Turbine Potsdam      | 2 – 1  | 4 – 3   |
| Stabæk             | 1 – 2  | FCF Juvisy           | 0 – 0  | 1 – 2   |

### Andata
| Arbitro: | Kirsi Heikkinen |

|  |           |                                                                                                 |
|  | Marcatori | 14’ Abily 20’, 26’, 62’ Nécib 54’, 84’ (rig.) Henry 69’ Tonazzi 78’ (aut.) Kostjukova 81’ Ōtaki |

| Arbitro: | Kateryna Monzul' |

|           |           |              |
| Nadim 65’ | Marcatori | 72’ Averbuch |

| Oslo 31 ottobre 2012, ore 19:00 | Stabæk              | 0 – 0 referto | FCF Juvisy | Nadderud Stadion (309 spett.)\| Arbitro: \| Natalia Avdonchenko \| |
| Arbitro:                        | Natalia Avdonchenko |               |            |                                                                    |

| Arbitro: | Saša Ihringová |

|           |           |  |
| Mittag 2’ | Marcatori |  |

| Arbitro: | Christine Baitinger |

|                                       |           |            |
| Domenichetti 10’ Panico 24’, 73’, 85’ | Marcatori | 51’ Vătafu |

| Arbitro: | Christina W. Pedersen |

|  |           |                |
|  | Marcatori | 12’ Oparanozie |

| Arbitro: | Esther Azzopardi |

|                       |           |           |
| Chapman 70’ White 82’ | Marcatori | 90’ Ōgimi |

| Arbitro: | Jana Adámková |

|                                       |           |           |
| Pohlers 31’, 81’ Jakabfi 40’ Popp 74’ | Marcatori | 22’ Haavi |

### Ritorno
| Arbitro: | Silvia Tea Spinelli |

|              |           |            |
| Johansen 31’ | Marcatori | 33’ Müller |

| Arbitro: | Morag Pirie |

|                          |           |  |
| Tonazzi 2’ Bompastor 41’ | Marcatori |  |

| Arbitro: | Carina Vitulano |

|                                |           |                               |
| Göransson 48’, 59’ Winters 55’ | Marcatori | 27’, 34’, 57’ Smith 81’ White |

| Arbitro: | Cristina Dorcioman |

|                           |           |                        |
| Press 7’, 73’ Schough 27’ | Marcatori | 37’ Arnth 79’ Pedersen |

| Arbitro: | Teodora Albon |

|  |           |                                   |
|  | Marcatori | 13’ Gunnarsdóttir 57’ Wilhelmsson |

| Arbitro: | Katalin Kulcsár |

|                                   |           |                              |
| Vyštejnová 53’ (aut.) Fabiana 63’ | Marcatori | 3’ Voňková 90+4’ Danihelková |

| Arbitro: | Esther Staubli |

|  |           |                             |
|  | Marcatori | 9’ Iannella 62’, 66’ Panico |

| Arbitro: | Efthalia Mitsi |

|                           |           |           |
| Cayman 40’ Soubeyrand 69’ | Marcatori | 21’ Moore |

## Quarti di finale
| Squadra 1       | Totale | Squadra 2            | Andata | Ritorno |
| --------------- | ------ | -------------------- | ------ | ------- |
| FCF Juvisy      | 4 – 1  | Kopparbergs/Göteborg | 1 – 0  | 3 – 1   |
| Olympique Lione | 8 – 0  | LdB Malmö            | 5 – 0  | 3 – 0   |
| Arsenal         | 4 – 1  | Torres               | 3 – 1  | 1 – 0   |
| Wolfsburg       | 4 – 1  | Rossijanka           | 2 – 1  | 2 – 0   |

### Andata
| Arbitro: | Bibiana Steinhaus |

|                                |           |             |
| Smith 23’ Nobbs 49’ Little 63’ | Marcatori | 71’ Maendly |

| Arbitro: | Cristina Dorcioman |

|                    |           |                    |
| Popp 5’ Müller 32’ | Marcatori | 46’ (aut.) Henning |

| Arbitro: | Esther Staubli |

|                                                 |           |  |
| Thomis 18’ Schelin 24’, 62’ Abily 71’ Nécib 89’ | Marcatori |  |

| Arbitro: | Christine Baitinger |

|             |           |  |
| Machart 17’ | Marcatori |  |

### Ritorno
| Arbitro: | Teodora Albon |

|  |           |          |
|  | Marcatori | Fahey 4’ |

| Arbitro: | Silvia Tea Spinelli |

|              |           |                              |
| Averbuch 65’ | Marcatori | 77’, 86’ Catala 90+1’ Cayman |

| Arbitro: | Kirsi Heikkinen |

|  |           |                          |
|  | Marcatori | 71’ Pohlers 88’ Goeßling |

| Arbitro: | Kateryna Monzul' |

|  |           |                                    |
|  | Marcatori | 15’ Schelin 53’ Rapinoe 89’ Renard |

## Semifinali
Il sorteggio degli accoppiamenti per le semifinali si è tenuto a Nyon. L'andata si è disputata il 13 e il 14 aprile 2013, mentre il ritorno si disputa il 21 aprile 2013.
| Squadra 1       | Totale | Squadra 2  | Andata | Ritorno |
| --------------- | ------ | ---------- | ------ | ------- |
| Arsenal         | 1 – 4  | Wolfsburg  | 0 – 2  | 1 – 2   |
| Olympique Lione | 9 – 1  | FCF Juvisy | 3 – 0  | 6 – 1   |

### Andata
| Arbitro: | Efthalia Mitsi |

|                               |           |  |
| Schelin 18’, 90+3’ Renard 63’ | Marcatori |  |

| Arbitro: | Kateryna Monzul' |

|  |           |                        |
|  | Marcatori | 29’ Pohlers 85’ Müller |

### Ritorno
| Arbitro: | Silvia Tea Spinelli |

|                       |           |            |
| Wagner 14’ Keßler 61’ | Marcatori | 54’ Little |

| Arbitro: | Katalin Kulcsár |

|           |           |                                                        |
| Diani 84’ | Marcatori | 6’ Rapinoe 19’, 51’ Schelin 63’ Abily 71’, 78’ Tonazzi |

## Finale
| Arbitro: | Teodora Albon |

|                   |           |  |
| Müller 73’ (rig.) | Marcatori |  |